# 터보 (비디오 게임)
터보(Turbo)는 세가가 1981년에 출시한 아케이드 레이싱 게임이다. 스티브 하나와가 디자인하고 코딩한 이 게임은 출시와 동시에 도전적이고 사실적인 게임플레이, 변화하는 풍경의 입체적이고 풀 컬러화면, 경주용 자동차를 복제한듯한 조종석 좌식 아케이드 캐비닛으로 호평을 받았다. 북미의 월간 플레이미터 아케이드 차트에서 1위를 차지했고, 일본의 게임기 아케이드 차트에서 높은 순위를 차지하며 상업적인 성공을 거두었다.
이 게임은 표준 직립, 카바레/미니, 좌석 환경/조종석의 세 가지 형식으로 제작되었다. 세 가지 버전 모두 스티어링 휠, 저단 및 고단 기어, 가속 페달을 갖추고 있으며 화면은 수직 방향의 20인치 래스터 디스플레이인 것이 특징이다. 화면 디스플레이 외에도 화면 왼쪽에 현재 플레이어의 점수와 최고 점수 테이블을 표시하는 LED 패널을 갖추고 있으며 스티어링 휠 양쪽에 조명이 켜진 오일 및 온도 게이지를 계기판에 갖추고 있다. 터보는 이후 콜레코비전과 인텔리비전으로 이식되었다.

## 게임 플레이
터보는 다양한 도시와 시골, 날씨 조건, 그리고 하루 중 여러 시간대 동안 도로 레이스에서 게임에 등장하는 차들 - 포뮬러 원 경주용 차들과 유사한 차 - 들을 앞질러야 하는 게임이다. 계속 진행하기 위해서는, 플레이어는 시간이 만료되기 전에 적어도 30대의 경쟁차를 통과하고 앞서야 하며 어떤 상대들은 예측 가능한 운전을 하고, 어떤 상대들은 갑자기 도로를 가로질러 차선을 빠르게 변경하기도 한다.
첫 번째 라운드에서는 생명이 무제한이며 다른 차량과의 충돌은 차량을 현재 화면의 맨 아래로 되돌리는 역할이다. 후속 라운드에서 플레이어는 2개의 생명으로 제한되며(하나는 화면에 표기된다) 완료된 각 라운드에 대해 추가 생명(최대 총 4개)이 부여되기도 한다. 경쟁하는 레이서 외에도 구급차가 뒤에서 따라와 플레이어를 추월하는 경우가 있으며 구급차와 접촉하면 플레이어가 생명을 잃을 수 있으므로 비켜주어야 한다. 30대의 차량을 추월하지 못한 채 시간이 만료되면 게임이 종료된다.

## 개발
터보는 스티브 하나와가 설계하고 코딩했으며, 인터뷰에서 그는 경주 게임의 길을 만들어나가는 첫 레이싱 비디오 게임으로서의 역사적 중요성에도 불구하고 세가에서 이 게임을 만드는 과정이 자신의 최악의 개발 경험이라고 생각한다고 말했다. 개발은 코딩 및 디버깅의 어렵고 오래 걸리는 일정이 필요했기 때문에, 스티브 하나와는 스트레스, 피로 및 자연적으로 괴사된 폐로 인해 출시 후 한 달 동안 입원해야 했다.

## 평가
미국에서 터보는 1982년 5월 플레이 미터 아케이드 차트에서 최고 수익을 올린 아케이드 게임이었으며 동키콩의 자리를 탈환했다. 일본의 '게임 머신'지는 1981년 아케이드 비디오 게임들 중 갤럭시안, 디펜더와 공동으로 18번째로 높은 수익을 올린 게임으로 선정했고 1982년 19번째로 높은 수익을 올린 아케이드 비디오 게임으로 선정되었다. 이후 1983년 6월 1일자에 이달의 5번째 최고 매출 직립/조종석 아케이드로 선정되었다.
아케이드 게임은 출시 당시 매우 긍정적인 평가를 받았다. 1982년 1월 Cash Box 잡지는 "플레이어가 그랑프리 액션의 두터운 느낌과 스릴을 경험할 수 있는 사실적인 3차원 풀 컬러 이미지"를 가지고 있다는 것을 칭찬하면서 "우수한 사운드를 소유한 도전적이고 다채로운" 게임이라고 평가했다. 다니엘 코헨은 자신의 저서 Video Games에서 이 게임을 "도전적이고 놀라울 정도로 사실적인" 경험을 제공하는 "훌륭한" 새로운 운전 게임이라고 했으며, 실제 자동차의 앉는 느낌과 조작감을 모방한 조종석 캐비닛과 낮, 밤, 도시, 고속도로, 바닷가 커브, 터널, 구불구불한 길, 빙판길 등 변화무쌍한 풍경을 가진 그래픽을 칭찬했다. 1982년 6월 Computer and Video Games지는 "현실감, 컨트롤, 놀라운 그래픽 기능과 화면의 다양한 배경, 좋은 레이싱 조건"을 칭찬했다.
1983년 초에는 Video Magazine의 "아케이드 엘리" 칼럼에서 "비디오 도로의 왕"으로서 찬사를 받았다. 콜레코비전 이식본의 경우 원래 아케이드 버전의 비주얼을 복제하기 위한 여러 노력에 대해 찬사를 받았으며, 리뷰어들은 "전례 없는 플레이"를 보여주기 위해 플레이어를 유인한 방법인 다양하고 반복되지 않는 배경에 특별히 주목했다. 평가자들은 또한 스티어링 휠, 가속 페달 및 기어 변속을 통한 주변 장치의 현실감을 향상시키다는 점에 대해 호의적인 반응을 보였다. :28 Arcade Express는 1983년 1월 콜레코비전 버전을 검토한 결과 10점 만점에 10점 만점을 주었으며 "경주 게임의 제왕이 국내 시장에 도래했다"고 평가했다. 그들은 "아케이드 버전만큼 그래픽적으로 매력적이지는 않지만", 여러 시나리오의 광채와 일치하는 데 전력을 다했으며 특수적으로 만들어진 컨트롤러가 이 카트리지를 위대하게 만든다"고 말했다.
콜레코는 아타리 2600 이식본이 개발 되고 있음을 광고했지만, 수석 프로그래머인 마이클 그린이 자전거를 타는 동안 음주 운전자에게 치여 중상을 입었기 때문에 완성되지 못했다. 약 80%가 완성된 것으로 추정되는 프로토타입본은 2006년 다른 프로그래머인 안토니 헨더슨의 다락방에서 발견되었다.